# Gelasma illiturata
Gelasma illiturata är en fjärilsart som beskrevs av Walker 1863. Gelasma illiturata ingår i släktet Gelasma och familjen mätare. Inga underarter finns listade i Catalogue of Life.